# 下牛稠
下牛稠，是臺灣彰化縣大城鄉的一個傳統地域名稱，位於該鄉南部。相較於今日行政區，其範圍大致包括山腳村西南端、永和村南部、公館村南部凸出部分、臺西村最東端北半部。

## 歷史
台灣清治末期至日治初期，下牛稠地區為一街庄，稱為「下牛稠庄」，隸屬於深耕堡。該庄北部西側與公館庄為鄰，北部東側及東部與下山腳庄為鄰，南邊隔濁水溪與貓兒干庄、雷厝庄為界，西邊為下海墘厝庄。。
1901年（日治明治三十四年）11月，全台廢縣廳改設二十廳，該庄隸屬於彰化廳。1903年（明治三十六年）6月，該庄編入「大城厝區」，隸屬於彰化廳。1909年（明治四十二年）10月，合併二十廳為十二廳，大城厝區改隸屬於臺中廳。1920年（大正九年），廢廳、支廳、區、街庄（舊制）改設州、郡、街庄（新制）、大字，該庄改制為「下牛稠」大字，隸屬於臺中州北斗郡大城庄。
戰後大城庄改制為大城鄉，隸屬於臺中縣，大字亦改制為村。1950年10月，中、彰、投分治，大城鄉改隸屬彰化縣。

## 聚落
本地區發展較早的聚落為下牛稠（現已遷走），在日治期初期的官方地圖上已有記載。此外，本地區尚有田中央、四股尾等聚落。

## 交通
鄉道彰159線（青埔路）是外五間厝至下牛稠的道路，其南側端點位於本地區中部偏西北的海墘堤防道路路口。由此向北北東蜿蜒而行，經一段本地區與公館交界地帶後出境，可前往公館與下山腳交界地帶、公館與大城交界地帶、大城與山寮交界地帶、山寮北部的菜寮聚落、外五間寮、外五間寮與三塊厝交界地帶並止於鄉道彰158-1線路口。
鄉道彰162線（北頭巷、北六路、大區巷、大圳路）是海邊至下牛稠的道路，其東側端點位於本地區北部凹入部分頂點附近的鄉道彰159線路口。由此向西北西至大區巷路口，沿左側之大區巷而行，至鄉道彰165線（北大路）路口轉北北東與其共線一小段路，至北頭巷路口轉西北西獨行後出境，可前往下海墘厝並止於海邊。
鄉道彰165線（北六路）是吳厝寮至四股的道路，其南側端點位於本地區西部邊界地帶中央偏北的海墘堤防道路路口。由此向北北東行，經鄉道彰162線右側路口後與其共線一小段路，再經鄉道彰162線左側路口後獨行，經四股尾聚落西側後出境，可前往公館東部、山寮並止於縣道152號路口。